# 루데크 문자르
루데크 문자르(체코어: Luděk Munzar, 1933년 3월 20일~2019년 1월 26일)는 체코의 배우, 성우, 영화 감독이다.

## 작품 목록

### 영화
- 친구의 아내를 탐하다 (2012년)
- 이노센스 (2011년)
- 밀란 쿤데라의 농담 (1969년) - 파벨 제마넥 역
- Atentat (1965년)
- 우주 끝으로의 여행 (1963년)